# Urodzony morderca
Urodzony morderca (wł. Nato per combattere) – włoski film fabularny z 1989 roku w reżyserii Brunona Mattei. Gwiazdą filmu jest Brent Huff, współpracujący wcześniej z Mattei przy filmie Strike Commando 2 (1988).

## Opis fabuły
Fabuła koncentruje się na losach zjadliwego weterana wojny wietnamskiej Sama Wooda, "super-twardziela" przypominającego Johna Rambo. W Wietnamie Wood był jeńcem wojennym i nim udało mu się zbiec z jednego z obozów, był okrutnie torturowany. Po pewnym czasie dokonał bohaterskiego czynu i powrócił do obozu jenieckiego, by uratować przetrzymywanych tam swoich przyjaciół-żołnierzy. Niestety, na miejscu miało się okazać, że wszyscy owi wojskowi nie żyją. Przez to wydarzenie Wood popada w uzależnienie od alkoholu.
Po blisko roku Wood dostaje jednak szansę na zemstę na swoich katach; niejaka Maryline Kane wynajmuje go bowiem, by ponownie wyruszył do wietnamskiej dżungli i uratował życie jej ojcu.

## Obsada
- Brent Huff – Sam Wood
- Romano Puppo – Alex Bross
- Werner Pochath – Duan Loc
- John van Dreelen – generał Weber
- Mary Stavin – Maryline Kane
- Don Wilson (IV) – adiutant generała Webera
- Claudio Fragasso (w czołówce jako Clyde Anderson) – jeden z więźniów
- Luciano Pigozzi − jeden z więźniów

## Wydanie filmu
Światowa premiera obrazu nastąpiła 17 lipca 1989 roku w Portugalii. Film znany jest pod tytułami: Born to Win w Niemczech i na Węgrzech, Mashiingansoruja: senjou no okami w Japonii, Serpente Sam, Nascido para Lutar w Portugalii oraz Serpiente Sam. Nacido para luchar w Hiszpanii. W Polsce obraz wydano pod tytułem Urodzony morderca; dystrybutorem była firma Medusa Video.

## Opinie
Film zyskał mieszane recenzje. Zdaniem Alberta Nowickiego, piszącego dla serwisu filmweb.pl, "projekt nie jest równie udany co pierwszy tytuł podpisany nazwiskami Mattei/Huff – (...) Strike Commando 2". "Born to Fight to klasyczny Mattei, utylizujący motywy znane z hollywoodzkich blockbusterów. Niestety, ten klasyk to pierwsza pozycja w filmografii Włocha, która cierpi na zmęczenie materiału. Da się to zauważyć zwłaszcza w środkowych partiach produkcji, gdy akcja zwalnia i grzęźnie w zwałach nudy." Opiniodawca uznał, że tytuł warto polecić miłośnikom nurtu "euro war", podczas gdy może on nie zainteresować przeciętnego widza. Dodał także, że Brent Huff do głównej roli Sama Wooda "nadaje się lepiej niż ktokolwiek".